# Roger Decock
Roger Decock (Izegem, 20 aprile 1927 – Tielt, 30 maggio 2020) è stato un ciclista su strada belga, professionista dal 1949 al 1954, vinse una edizione del Giro delle Fiandre e una Parigi-Nizza.

## Palmarès
- 1951

Parigi-Nizza
- 1952

Giro delle Fiandre

## Piazzamenti

### Classiche monumento
- Giro delle Fiandre

1952: vincitore